# Кубок Боснії і Герцеговини з футболу 2025—2026
Кубок Боснії і Герцеговини з футболу 2025–2026 — 32-й розіграш кубкового футбольного турніру в Боснії і Герцеговини. Титул захищає Сараєво.

## Календар
| Раунд       | Дата | Матчі | Клуби   |
| ----------- | ---- | ----- | ------- |
| 1/16 фіналу |      | 16    | 32 → 16 |
| 1/8 фіналу  |      | 8     | 16 → 8  |
| 1/4 фіналу  |      | 8     | 8 → 4   |
| 1/2 фіналу  |      | 4     | 4 → 2   |
| Фінал       |      | 2     | 2 → 1   |